# Богунець
Бронепоезд «Богунець» - легкий бронепоезд вооруженных сил УНР. 

## Сведения
На вооружении бронепоезда находились 6 орудий и 12 пулеметов.
30 июля 1919 года вместе с бронепоездом «Вільна Україна» был отбит у большевиков на станции Клемачивка черными запорожцами полковника Дьяченко. 
По состоянию на 16 августа 1919 года бронепоезд был причислен ко 2-му бронированного отряду армии УНР под командованием полковника Марчевского.